# 버넌 던트

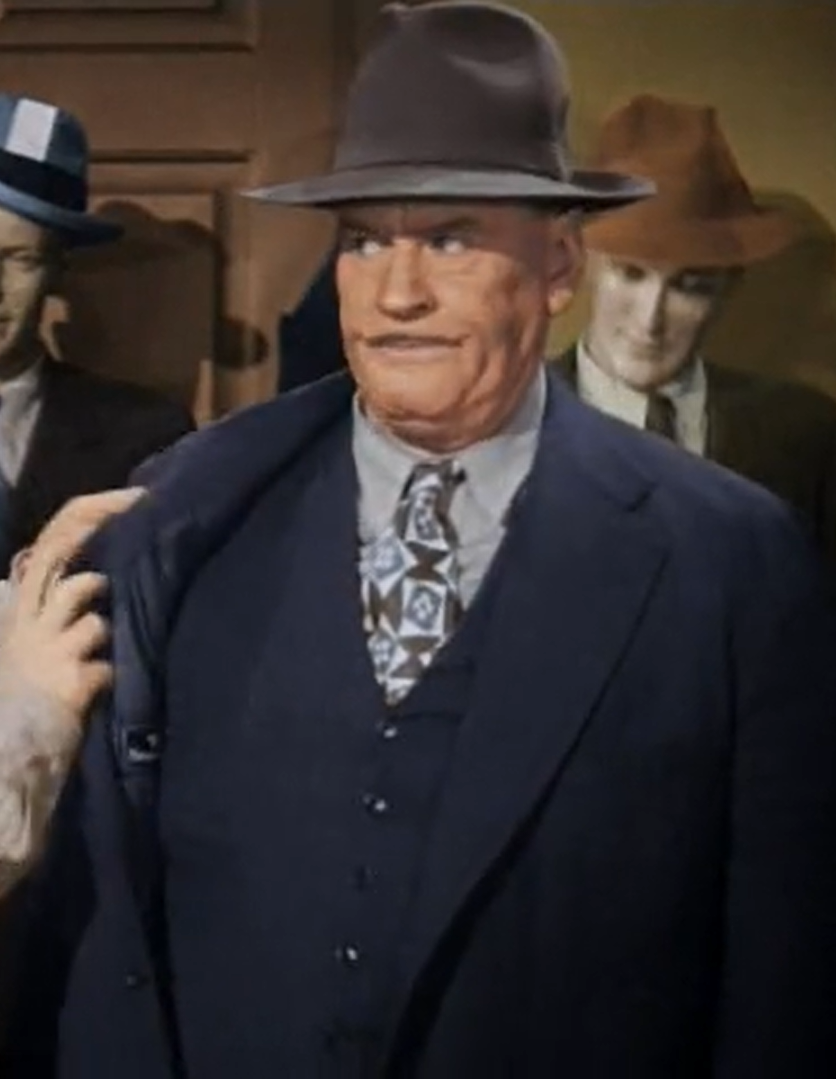

버넌 던트(Vernon Dent, 1895년 2월 16일 ~ 1963년 11월 5일)는 미국의 배우이다.
산호세에서 태어났으며 할리우드에서 사망하였다. 사인은 심근 경색이다. 포리스트 론 메모리얼 파크에 매장되었다.

## 영화
- 룩 포 더 실버 리닝 (1949년)
- 헐리우드 가는 길 (1947년)
- 하비 걸 (1946년)
- 잼 세션 (1944년)
- 더 글래스 키 (1942년)
- 마이 페이버릿 브론드 (1942년)
- 베드타임 스토리 (1941년)
- 히 스테이드 포 브렉패스트 (1940년)
- 스탠리 앤 리빙스톤 (1939년)
- 스미스씨 워싱톤 가다 (1939년)
- 땡스 포 더 메모리 (1938년)
- 올 나이트 롱 (1924년)